# 荷兰共产党
荷兰共产党（荷蘭語：Communistische Partij Nederland），简称荷共（CPN），是荷兰历史上的一个共产主义政党。

## 历史
1918年11月17日，由社会民主党改组而成。1919年4月，加入共产国际。1930年代及第二次世界大战期间，领导工人运动，进行反法西斯斗争，力量发展较快。在1946年大选中获10.6%的选票，赢得国会二院的10个席位，成为首都阿姆斯特丹最大的党。1947年冷战爆发后，该党的力量和影响迅速下降。在国际共产主义运动大分裂时期，强调独立自主。1970年代上半期，力量有所回升。1970年代中期，该党的主要领导人保罗·德·格鲁特抛弃独立自主路线，靠拢苏联共产党，结果导致党的力量下降，内部纷争激烈。1980年代初起，该党的领导层决定奉行欧洲共产主义。1984年，通过该党的第一份政治纲领，确定党的目标是通过民主道路，实现“民主、人道、进步、爱好和平和自由的荷兰社会主义”，规定党的理论基础除马克思主义外，还包括“男女平等主义”。此后，它逐渐放弃民主集中制，推行思想多元化，将党报《真理报》向整个左翼开放。1980年代中期后，该党的力量和影响严重滑坡，国会席位越来越少。东欧剧变后，其处境日益困难。1991年6月，荷兰共产党在它的的最后一次代表大会上宣布该党并入绿色左翼，自身组织解散；反对这一决定的成员于1992年11月14日联合荷共盟，荷兰共产党人党建立荷兰新共产党。

## 知名成员
- 安东尼·潘涅库克
- 马林